# Ганцавички рејон
Ганцавички рејон (блр. Ганцавіцкі раён; рус. Ганцевичский район) административна је јединица другог нивоа у североисточном делу Брестске области у Републици Белорусији. 
Административни центар рејона је град Ганцавичи.

## Географија
Ганцавички рејон обухвата територију површине 1.709,58 km² и на 9. је месту по површини међу рејонима Брестске области. Граничи се са Лунинечким, Пинским, Ивацевичким и Љахавичким рејонима Брестске области на западу и југу, те са Клецким и Салигорским рејонима Минске области на северу и североистоку. 
Протеже се од севера ка југу дужином од 48 km, односно 70 km од запада ка истоку. Рејоном доминирају реке Бобрик, Цна и Лањ. У североисточном делу рејона на реци Лањ саграђено је вештачко Лактишко језеро.
У северозападном делу рејона између река Бобрик и Цна (према Љахавичком рејону) налази се Гаљска мочвара површине око 6.000 ha. Мочвара је позната по доста моћним наслагама тресета просечне дебљине слојева око 1,5 метара.

## Историја
Рејон је основан 15. јануара 1940. године. 

## Демографија
Према резултатима пописа из 2009. на том подручју стално је било насељена 31.170 становника или у просеку 18,23 ст/км².
| 1959.  | 1970.  | 1979.  | 1989.  | 1999.  | 2009.  |
| ------ | ------ | ------ | ------ | ------ | ------ |
| 32.927 | 35.258 | 36.355 | 37.887 | 36.613 | 31.170 |

Основу популације чине Белоруси (95,6%), Руси (2,18%), Пољаци (1,17%) и остали (1,05%).
Административно рејон је подељен на подручје града Ганцавичи, који је уједно и административни центар рејона) и на 8 сеоских општина. 

## Саобраћај
| Друмски саобраћајни правци у Ганцавичком рејону | Ознака |
| ----------------------------------------------- | ------ |
| Клецк—Сињавка—Ганцавичи—Лунинец                 | Р13    |
| Ганцавичи—Лагишин                               | Р105   |